# Штайнах (верхний приток Неккара)
Штайнах (нем. Steinach) — река в Германии, протекает по земле Баден-Вюртемберг, речной индекс — 238178. Площадь бассейна реки составляет 46 км². Общая длина реки — 13 км.

## Описание
Река берёт начало возле города Нойффена у подножия горного массива Швабский Альб. Высота истока-ручья — 495 метров. Течёт постоянно на север. Впадает в реку Неккар в районе города Нюртинген. Высота устья 273 метров.
Между Нойффеном и коммуной Фриккенхаузен образует водопад «Гросес Гис», который считается памятником природы.